# Joachim Friedrich (Schleswig-Holstein-Sonderburg-Plön)

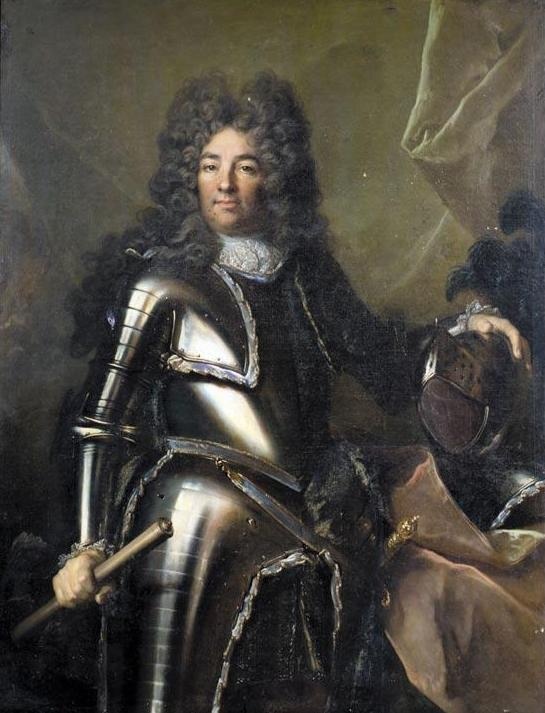
Joachim Friedrich (1668–1722)

Joachim Friedrich von Schleswig-Holstein-Sonderburg-Plön (* 9. Mai 1668 in Magdeburg; † 25. Januar 1722 in Plön), auch Joachim Friedrich von Schleswig-Holstein-Plön, war der dritte Herzog des Herzogtums Schleswig-Holstein-Plön, das aus einer Teilung des Herzogtums Schleswig-Holstein-Sonderburg hervorging.

## Leben
Er entstammte ursprünglich einer unbedeutenden Plöner Nebenlinie, der Linie Schleswig-Holstein-Norborg mit Sitz auf Schloss Nordborg auf Alsen, die aus der Teilung des Erbes des ersten Plöner Herzogs Joachim Ernst 1671 entstand. Er war der älteste Sohn von August von Schleswig-Holstein-Norburg-Plön (1635–1699) und seiner Frau Elisabeth Charlotte von Anhalt-Harzgerode (1647–1723).
Nachdem der amtierende Plöner Herzog Hans Adolf 1704 starb und dessen Sohn Adolf August bereits wenige Tage vor seinem Vater an einer „auszehrenden“ Krankheit gestorben war, wurde die Plöner Linie im Mannesstamm nur noch durch den Enkel Hans Adolfs und Sohn Adolfs Augusts, Leopold August (1702–1706), vertreten. Dieser starb noch im Kindesalter von vier Jahren, womit die Anwartschaft auf das Plöner Erbe an Joachim Friedrich überging. Joachim Friedrich hatte selber keinen männlichen Erben und starb 1722 hochverschuldet. Das Plöner Schloss, die Stammresidenz der Plöner Herzöge, stand anschließend sieben Jahre leer und die Ausstattung des Gebäudes wurde zum Teil veräußert. Die Verwaltung des Besitzes wurde in dieser Zeit durch das dänische Königshaus vorgenommen.
Nach dem Tod des Herzogs wurde der Sohn seines Bruders Christian Karls, Friedrich Karl – der nach Ansicht von Joachim Friedrich aus einer morganatischen Ehe stammte – zum neuen und letzten Plöner Herzog bestimmt.

## Familie
Joachim Friedrich war zweimal verheiratet. Seine erste Frau, Magdalene Juliane von Zweibrücken-Birkenfeld, war eine Tochter von Johann Karl von Pfalz-Gelnhausen (1686–1720). Er heiratete sie 1704, nachdem er zum Plöner Herzog wurde. Mit ihr hatte er folgende Kinder:
- Charlotte Amalie (1709–1787), Nonne im Stift Gandersheim
- Elisabeth Juliana (* 1711)
- Dorothea Augusta Friederike (1712–1765), Nonne im Stift Gandersheim
- Christiane Luise (1713–1778)

⚭ 1735 Graf Albrecht Ludwig Friedrich von Hohenlohe-Weikersheim (1716–1744)
⚭ 1749 Prinz Ludwig Friedrich von Sachsen-Hildburghausen.
Am 17. Februar 1721 heiratete Joachim Friedrich seine zweite Frau, Juliane Luise von Ostfriesland (1698–1740), eine Tochter Christian Eberhard Cirksenas. Am 28. Mai 1722 erlitt sie eine Fehlgeburt.